# Ренато Чезаріні
Ренато Чезаріні (італ. Renato Cesarini, нар. 11 квітня 1906, Сенігаллія — пом. 24 березня 1969, Буенос-Айрес) або Ренато Сесаріні (ісп. Renato Cesarini) — італійський і аргентинський футболіст, що грав на позиції півзахисника та нападника. По завершенні ігрової кар'єри — футбольний тренер.
П'ятиразовий чемпіон Італії у складі «Ювентуса», прославився вмінням забивати м'ячі на останніх хвилинах — на його честь цей заключний відрізок матчу стали називати «Зоною Чезаріні». Також виступав за національні збірні Аргентини та Італії. Згодом як тренер двічі виграв з «Ювентусом» Серію А.

## Клубна кар'єра
Ренато Чезарини народився 11 квітня 1906 року в місті Сенігаллія, що в регіоні Марці провінції Анкона, але вже через дев'ять місяців після народження Ренато, його сім'я сіла на корабель під назвою «Мендоса» і переїхала до Аргентини, де, через 31 день після відплиття судна, вони прибули в місто Буенос-Айрес, в якому поселились в бідному районі, названому Палермо. Батько сімейства, Джованні, працював шевцем. Ренато, зовсім юний, допомагав йому, але все ж його вабило зовсім інше життя, нічне, в якій були танці і гітари, і жінки. А ще любив Чезаріні цирк і навіть пробувався в місцевій цирковій трупі, але його не взяли. А потім Чезаріні спробував грати у футбол. В ті юні роки він грав на вулицях, скверах, юні мешканці району Палермо, в якому жили діти італійських емігрантів, навіть створили свою команду «Боргана Палермо», яка грала з іншими такими ж командами юнаків.

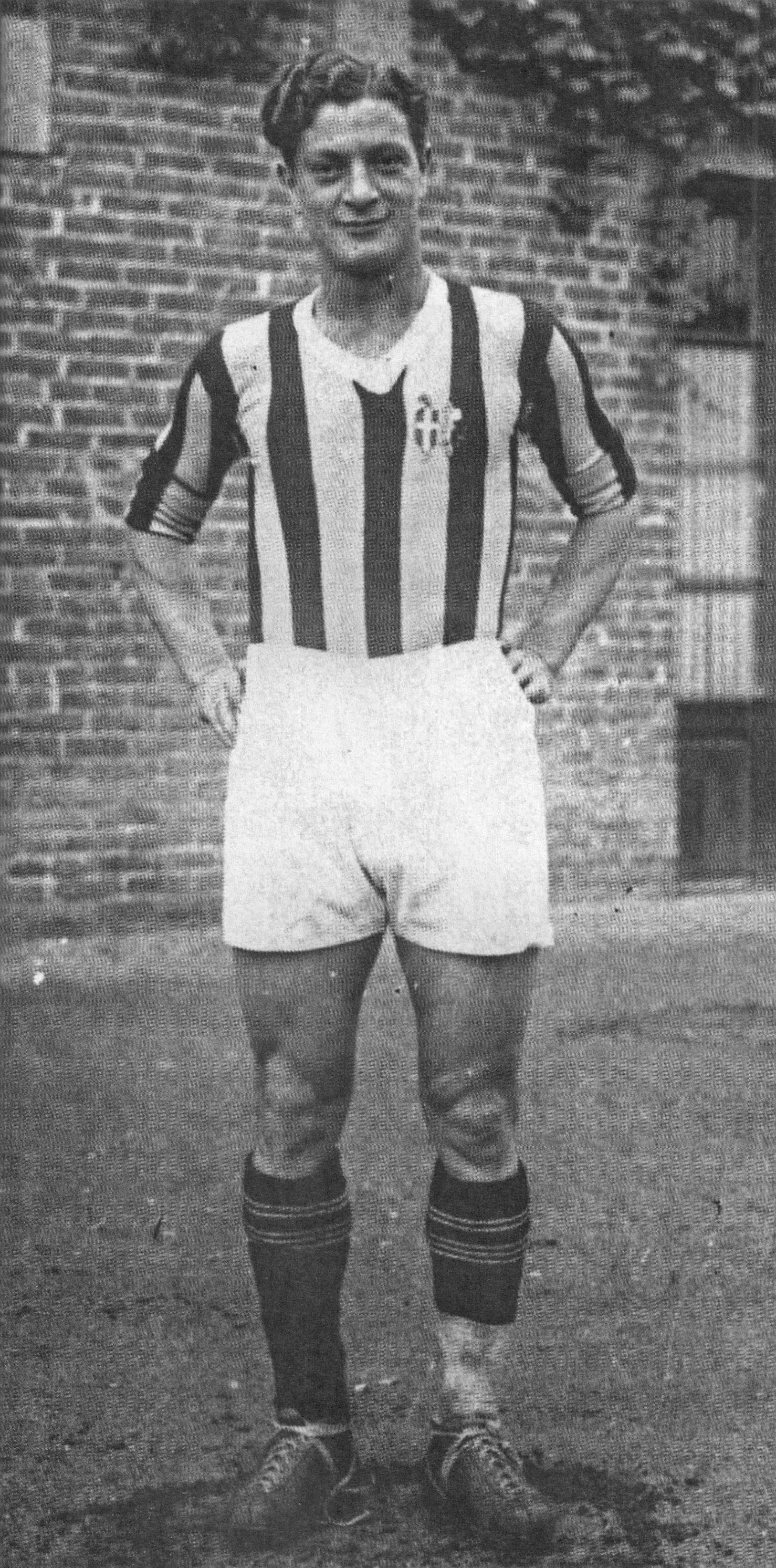
Чезаріні у грі за «Ювентус»

Пізніше Чезаріні спробував себе у клубі «Чакаріта Хуніорс», прозвану «могильниками», за те, що їх стадіон знаходився близько до місцевого кладовища. У цьому клубі Чезаріні дебютував у чемпіонаті Аргентини 1925 році і допоміг вивести клуб з аргентинської «Сегунди» в «Прімеру», потім він грав за клуб «Альвеар» та «Феррокарріль Мідленд», а потім знову в «Чакаріті». Після того, як в 1929 році Чезаріні забив за півроку 22 м'ячі, він був куплений італійським клубом «Ювентус» за 100 тис. лір.
27 січня 1930 року Чезарини прибув до Італії, його дебютна гра відбулася 23 лютого проти «Наполі» і завершилася з рахунком 2:2. У «Юве» Чезаріні склав знаменитий аргентинський дует нападу клубу з Раймундо Орсі, а з приходом в клуб Луїса Монті у 1931 році дует став трикутником, адже в кожній лінії клубу було по аргентинцеві, це не рахуючи майбутніх чемпіонів світу італійців Умберто Калігаріса та Вірджініо Розети, які створили сильну команду.
У першому сезоні в «Ювентусі» Чезаріні в 16-ти матчах забив 10 м'ячів, а «Стара Синьйора» посіла третє місце, поступившись 5 очок «Амброзіані» і 3 «Дженоа», але вже через рік «Юве» став першим, випередивши «Рому», а Чезаріні став лідером клубу, провівши 29 матчів в яких забив 8 м'ячів. Чезарини виступав у «Ювентусі» до 1935 року, вигравши після першої удачі ще 4 поспіль чемпіонати Італії, граючи майже в більшості матчів, крім сезону 1932/33, коли травма на довгий час вивела Ренато з гри. На міжнародній арені справи були не такими райдужними, але клуб кілька разів добирався до півфіналу найпрестижнішого в ті роки європейського клубного трофею — кубка Мітропи. Всього ж у складі «Ювентуса» Чезаріні провів 158 матчів і забив у них 55 голів.
Але не тільки грою в складі клубу прославився Чезаріні в Турині. В «Ювентусі» головний тренер команди Карло Каркано був прихильником суворої дисципліни, що дуже не подобалося аргентинському футболістові, який дуже любив нічне життя, покер, жінок, шампанське і курити сигари, яких він викурював по кілька в день, що дуже не подобалося ні керівництву клубу, ні тренерському штабу. Через своє розгульне життя він часто запізнювався на тренування чи був у такому стані, що ледве бігав по полю. Каркано вирішив ввести систему штрафів за порушення режиму, за найважчі проступки до декількох тисяч лір, що сильно било по кишені Чезаріні. Щоб стежити за гравцями, особливо за Чезаріні, Каркано наймав хлопчаків за пару лір, які стежили за квартирами гравців, спостерігаючи хто покидає або входить в неї. Після того, як Чезаріні дізнався про це, він просто пропонував хлопчикам грошей трохи більше, ніж давав Каркано і міг продовжувати вести своє нічне життя. Через деякий час віце-президент клубу Маццоніс, який також стежив за футболістами, дізнався про те, що Чезаріні перекуповує спостерігачів і вже сам стежив за гравцем, якому доводилося сплачувати великі штрафи. Дійшло до того, що футболіст після чергового проступку запропонував угоду: «Якщо я в найближчому матчі чемпіонату забиваю гол, то штраф відміняється!», Маццоніс погодився на умови і Чезаріні забив. В майбутньому він майже завжди йшов таким чином від сплати штрафів. Незважаючи на розкішний спосіб життя, Чезаріні ніколи не був жадібним, він завжди подавав милостиню, і ті, хто приходили просити у футболіста грошей у борг ніколи не виходили від нього з порожніми руками. Любив Чезаріні і суперечки, так він програв парі, в якому програвший повинен був підстригтися налисо і Чезаріні виконав зобов'язання, в інший раз він приїхав на тренування в піжамі, програвши чергове парі.
Протягом 1935—1936 років знову захищав кольори клубу «Чакаріта Хуніорс».
Завершив кар'єру Чезаріні в клубі «Рівер Плейт», який вже тоді називали «машиною» через його футболістів, Бернабе Феррейру, Карлоса Пеусельє, Хосе Мануеля Морено та інших, сам же Чезаріні назвав «Рівер» так: «Кращий клуб, який можна створити, шедевр». З «Рівером» Чезаріні став дворазовим чемпіоном Аргентини.

## Виступи за збірні
29 травня 1926 року дебютував в офіційних матчах у складі національної збірної Аргентини, а всього зіграв у двох матчах національної команди і забив 1 м'яч.
Виступаючи за «Ювентус» Чезаріні грав за збірну Італії, у складі якої дебютував 25 січня 1931 року в матчі з командою Франції. Останній матч у складі збірної Італії Чезарини зіграв 11 лютого 1934 рік проти Австрії, яку італійці програли 2:4. Всього Чезарини зіграв за Італію в 11-ти матчах, забивши 3 голи.

## Кар'єра тренера
Завершивши кар'єру гравця Чезаріні залишився в «Рівері» та почав працювати у системі молодіжних команд клубу. Коли у 1939 році команда після відходу з клубу Франца Платко залишилася без головного тренера, на його роль запросили Чезаріні, який створив основу того, що стало легендарною командою, яку прозвали «Машина». Чезаріні двічі приводив «Рівер» до чемпіонського звання в Аргентини і двічі був другим клубом. Але найбільше досягнення тоді здавалося дуже малим, при Чезаріні в «Рівер Плейті» дебютував молодий гравець Альфредо Ді Стефано, який в майбутньому став одним з найвидатніших гравців в історії футболу.
В 1946 році Чезаріні очолив «Ювентус», де працював до 1948 року, але двічі зовсім трохи не дотягнув з командою до чемпіонського титулу, зайнявши друге і третє місце відповідно. Потім Чезаріні повернувся на батьківщину і працював з клубами «Банфілд» та «Бока Хуніорс».
У 1950 році Чезаріні очолив молодіжний склад «Рівер Плейта» і керував ним до 1958 року. Коли Ренато працював там, в ті ж роки в клубі грав молодий футболіст Омар Сіворі, подавав величезні надії. Саме Ренато, тренер Сіворі, заразив молодого футболіста розповідями про «Ювентус», гравцем якого той став у майбутньому.
В 1959 році Чезаріні втретє повернувся в «Ювентус» і зробив з клубом переможний «дубль» — команда виграла чемпіонат і кубок Італії, а через рік клуб знову виграв італійську першість, і дійшов до півфіналу національного кубка і 1/16 фіналу кубка європейських чемпіонів.
Після «Юве» Чезаріні поїхав до Мексики працювати з клубом «УНАМ Пумас», потім недовго керував «Рівером», з яким дійшов до фіналу кубка Лібертадорес.
Останнім місцем тренерської роботи Ренато стала збірна Аргентина, яку Чезаріні очолював як головний тренер до 1968 року.
Помер 24 березня 1969 року на 63-му році життя у місті Буенос-Айрес.

## Статистика виступів

### Статистика виступів за збірну
| Дата       | Місто    | Господарі  | Результат | Гості          | Турнір                             | Голи | Примітки |
| ---------- | -------- | ---------- | --------- | -------------- | ---------------------------------- | ---- | -------- |
| 25/01/1931 | Болонья  | Італія     | 5 – 0     | Франція        | товариський матч                   | 1    |          |
| 12/04/1931 | Порту    | Португалія | 0 – 2     | Італія         | товариський матч                   | -    |          |
| 19/04/1931 | Більбао  | Іспанія    | 0 – 0     | Італія         | товариський матч                   | -    |          |
| 20/05/1931 | Рим      | Італія     | 3 – 0     | Шотландія      | товариський матч                   | -    |          |
| 15/11/1931 | Рим      | Італія     | 2 – 2     | Чехословаччина | Кубок Центральної Європи 1931—1932 | -    |          |
| 13/12/1931 | Турин    | Італія     | 3 – 2     | Угорщина       | Кубок Центральної Європи 1931—1932 | 1    |          |
| 10/04/1932 | Париж    | Франція    | 1 – 2     | Італія         | товариський матч                   | -    |          |
| 08/05/1932 | Будапешт | Угорщина   | 1 – 1     | Італія         | Кубок Центральної Європи 1931—1932 | -    |          |
| 11/02/1934 | Турин    | Італія     | 2 – 4     | Австрія        | Кубок Центральної Європи 1933—1935 | -    |          |
| Усього     |          | Матчів     | 9         |                | Голів                              | 2    |          |

### Статистика виступів у кубку Мітропи
| №                      | Розіграш               | Стадія                 | Дата та місце проведення | Команда 1              | Рахунок | Команда 2           | Голи та інші дії |
| ---------------------- | ---------------------- | ---------------------- | ------------------------ | ---------------------- | ------- | ------------------- | ---------------- |
| 1                      | 1931                   | 1/4                    | 12.07.1931, Турин        | Ювентус                | 2:1     | Спарта (Прага)      | 39'              |
| 2                      | 1931                   | 1/4                    | 22.07.1931, Прага        | Спарта (Прага)         | 1:0     | Ювентус             |                  |
| 3                      | 1931                   | 1/4 перегр.            | 2.09.1931, Відень        | Спарта (Прага)         | 3:2     | Ювентус             | 87'              |
| 4                      | 1932                   | 1/4                    | 25.06.1932, Турин        | Ювентус                | 4:0     | Ференцварош         | 44' 56'          |
| 5                      | 1932                   | 1/4                    | 03.07.1932, Будапешт     | Ференцварош            | 3:3     | Ювентус             | 30' 65'          |
| 6                      | 1932                   | 1/2                    | 6.07.1932, Прага         | Славія (Прага)         | 4:0     | Ювентус             |                  |
| 7                      | 1932                   | 1/2                    | 10.07.1932, Турин        | Ювентус                | 2:0     | Славія (Прага)      | 15'              |
| 8                      | 1933                   | 1/2                    | 16.07.1933, Турин        | Ювентус                | 1:1     | Аустрія (Відень)    |                  |
| 9                      | 1934                   | 1/8                    | 17.06.1934, Турин        | Ювентус                | 4:2     | Тепліцер            | 38' 42'          |
| 10                     | 1934                   | 1/8                    | 24.06.1934, Тепліце      | Тепліцер               | 0:1     | Ювентус             |                  |
| 11                     | 1934                   | 1/4                    | 01.07.1934, Будапешт     | Уйпешт                 | 1:3     | Ювентус             |                  |
| 12                     | 1934                   | 1/2                    | 25.07.1934, Відень       | Адміра (Відень)        | 3:1     | Ювентус             |                  |
| 13                     | 1935                   | 1/8                    | 16.06.1935, Плзень       | Вікторія (Пльзень)     | 3:3     | Ювентус             |                  |
| 14                     | 1935                   | 1/8                    | 23.06.1935, Турин        | Ювентус                | 5:1     | Вікторія (Пльзень)  |                  |
| 15                     | 1935                   | 1/4                    | 30.06.1935, Будапешт     | Хунгарія (Будапешт)    | 1:3     | Ювентус             |                  |
| 16                     | 1935                   | 1/4                    | 6.07.1935, Турин         | Ювентус                | 1:1     | Хунгарія (Будапешт) |                  |
| 17                     | 1935                   | 1/2                    | 16.07.1935, Прага        | Спарта (Прага)         | 2:0     | Ювентус             |                  |
| 18                     | 1935                   | 1/2                    | 21.07.1935, Турин        | Ювентус                | 3:1     | Спарта (Прага)      |                  |
| 19                     | 1935                   | 1/2, перегр.           | 28.07.1935, Базель       | Спарта (Прага)         | 5:1     | Ювентус             |                  |
| Всього у кубку Мітропи | Всього у кубку Мітропи | Всього у кубку Мітропи | Всього у кубку Мітропи   | Всього у кубку Мітропи | 19      |                     | 8                |

## Титули і досягнення

### Як гравця
- Чемпіон Італії (5):

«Ювентус»: 1930–31, 1931–32, 1932–33, 1933–34, 1934–35
- Чемпіон Аргентини (2):

«Рівер Плейт»: 1936, 1937
- Найкращий бомбардир кубка Мітропи: 1932 (5 голів)

### Як тренера
- Чемпіон Аргентини (2):

«Рівер Плейт»: 1941, 1942
- Чемпіон Італії (2):

«Ювентус»: 1959–60, 1960–61
- Володар Кубка Італії (2):

«Ювентус»: 1958–59, 1959–60